# Les Raisins de la colère (pièce de théâtre)
Pour les articles homonymes, voir Les Raisins de la colère (homonymie).
Les Raisins de la colère (The Grapes of Wrath) est une pièce de théâtre de Frank Galati créée en 1988 au Steppenwolf Theatre à Chicago. En 1990, elle a été transférée au Cort Theatre à Broadway.
Il s'agit d'une adaptation du roman du même nom de John Steinbeck.

## Argument
Dans les années 1930, la famille Joad quitte le Dust Bowl pour la Californie et ses promesses d'emploi.

## Distribution
- Broadway (1990) : Gary Sinise, Kathryn Erbe, Terry Kinney, Jeff Perry, Lois Smith, Francis Guinan et Stephen Bogardus

## Distinctions
- Tony Awards 1990[1]
  - Tony Award de la meilleure pièce
  - Tony Award du meilleur metteur en scène pour Frank Galati